# Bahnhof Richterswil

Der Bahnhof Richterswil ist ein Durchgangsbahnhof in Richterswil im Schweizer Kanton Zürich. Er wird von den SBB betrieben und zwei Tages- und einer Nachtlinie der S-Bahn Zürich bedient. Er liegt an der Seestrasse 20 in Richterswil, steht unter Denkmalschutz und erhielt 1992 den Brunel Award. Der Bahnhof wurde 1873 von der Nordostbahn im Zusammenhang mit dem Bau der linksufrigen Zürichseebahn gebaut und am 18. September 1875 eröffnet.

## Lage

Bahnhof Richterswil, 1963

Die Lage am See, welche der Gemeinde den direkten Seezugang abschnitt, sowie die Platzverhältnisse des Bahntrassees an den teilweise steilen Uferzonen erforderten besondere Rücksicht der Ingenieure. Im Gebiet Garnhänke und Seegarten wurde durch Aufschüttungen dem See zusätzliches Land abgerungen. Trotzdem mussten dem Projekt auch ein Wohnhaus und ein Spritzenhäuschen weichen.

## Architektur

Der Bahnhof Richterswil, 1928

Die Bauabteilung der Nordostbahn hatte in dieser Zeit entlang der Neubaustrecken einige Bahnhöfe neu zu bauen, darum entschloss sie sich, diese nicht mehr einzeln zu planen, sondern zu standardisieren. Das Gebäude in Richterswil ist ein Stationsgebäude 2. Klasse, des Typus für grössere Stationen. Mitten im Erdgeschoss befand sich die Schalterhalle, rechts und links davon schlossen sich die Wartesäle für die 1. / 2. und 3. Klasse an. Auf drei Seiten umlaufen überdachte Terrassen das Gebäude, getragen von Gusssäulen. Laubsägedekorationen an der Dachkante verzierten den Dachabschluss. Zwei Dienstwohnungen fanden im Obergeschoss Platz. Die Hochbauten umfassten auch einen Güterschuppen, ein Stellwerkhäuschen, WC- und Waschhäuschen, eine Lok- sowie eine Wagenremise.
Das Aufnahmegebäude, das WC-Häuschen und der Güterschuppen wurden 1979 unter Denkmalschutz gestellt und 1988 bis 1990 umfassend renoviert. Der Bahnhof erhielt den «Brunel Award Madrid» für den «schönsten renovierten mittelgrossen Bahnhof in Europa».

## Ausbau

Uebersichtsplan SBB Anlagen Richterswil, 1929

Neben den Durchgangsgleisen dienten weitere Gleisanlagen sowie eine Drehscheibe dem Bahnbetrieb. Die Drehscheibe ermöglichte unter anderem das Wenden von Dampflokomotiven, sie wurde nach Einstellung des Dampfbetriebs überflüssig. Südöstlich des Bahnhofs befanden sich Industriegleise zum Anschluss von Richterswiler Firmen.
Nach diversen Versuchen auf verschiedenen Strecken entschieden die SBB im Jahr 1918, das gesamte Liniennetz zu elektrifizieren. Sie stellten das Ausbauprogramm 1923 vor. Weichen und Signale wurden in Richterswil 1927 elektrisch beleuchtet. Die erste Ausbauetappe der Elektrifizierung, zu der auch Richterswil gehörte, wurde 1928 abgeschlossen.
Kurz vor den Ersten Weltkrieg beschäftigten sich die SBB mit dem Ausbau der linksufrigen Zürichseelinie auf Doppelspur. Sie liessen sich Zeit und die Realisation der Strecke von Richterswil bis Bäch erfolgte nach den Plänen von 1930.

## Bahnbetrieb
Zwei Tage nach Aufnahme des fahrplanmässigen Betriebs versank in Horgen das Bahntrassee im Zürichsee. Der Bahnbetrieb Zürich–Horgen und ab Richterswil (später ab Wädenswil) nach Glarus wurde mit einem Bahnersatz per Dampfschiff ergänzt, was die Fahrzeit auf drei Stunden verlängerte.

### S-Bahn Zürich
Seit Einführung der S-Bahn Zürich wird der Bahnhof Richterswil praktisch ausschliesslich von S-Bahn-Zügen bedient. Sie nutzt nur die beiden Durchgangsgeleise mit den seitlich angeordneten Bahnsteigen. Die Zuglinien
- S 2 Zürich Flughafen – Zürich HB – Pfäffikon SZ – Ziegelbrücke
- S 8 Winterthur – Wallisellen – Zürich HB – Thalwil – Pfäffikon SZ
- 8

des Zürcher Verkehrsverbunds (ZVV) halten im Bahnhof Richterswil.
Er wird auch von den Buslinien
170, 175, 176 und N27 angefahren.